# Teurajärvi, Pajala kommun
Teurajärvi (överkalixmål: Tierjärv) är en tidigare småort i Korpilombolo distrikt (Korpilombolo socken) i Pajala kommun, Norrbottens län. Vid 2015 års småortsavgränsning visade sig att folkmängden i orten sjunkit till under 50 personer och småorten upplöstes. I augusti 2020 fanns det enligt Ratsit 31 personer över 16 år registrerade med Teurajärvi som adress.
Namnet på sjön Teurajärvi är sammansatt av de finska orden "teura" och "järvi", varav det senare betyder sjö. "Teura" går tillbaka på det samiska ordet "diw're" som betyder "insekt, vattenlarv", som sjön är rik på.
I Teurajärvi finns det familjeägda sågverket Jutos Timber AB och turistföretaget Arctic Circle Adventure.
2022 kom boken "Teurajärvi - byn där fyra språk möttes" av Håkan Bergström, som handlar om Teurajärvis historia.

## Historik
Byn grundades omkring 1690, då Staffan Ivarsson från Narken anlade en gård vid sjöns sydvästra ände.

### Befolkningsutveckling
| Befolkningsutvecklingen i Teurajärvi 1960–2010                          | Befolkningsutvecklingen i Teurajärvi 1960–2010 | Befolkningsutvecklingen i Teurajärvi 1960–2010 | Befolkningsutvecklingen i Teurajärvi 1960–2010 | Befolkningsutvecklingen i Teurajärvi 1960–2010 |
| ----------------------------------------------------------------------- | ---------------------------------------------- | ---------------------------------------------- | ---------------------------------------------- | ---------------------------------------------- |
|                                                                         |                                                |                                                |                                                |                                                |
| År                                                                      |                                                |                                                | Folkmängd                                      | Areal (ha)                                     |
| 1960                                                                    | 1960                                           |                                                | 274                                            | 63                                             |
| 1965                                                                    | 1965                                           |                                                | 248                                            | 63                                             |
| 1990                                                                    | 1990                                           |                                                | 98                                             | 27#                                            |
| 1995                                                                    | 1995                                           |                                                | 79                                             | 28#                                            |
| 2000                                                                    | 2000                                           |                                                | 81                                             | 28#                                            |
| 2005                                                                    | 2005                                           |                                                | 68                                             | 36#                                            |
| 2010                                                                    | 2010                                           |                                                | 52                                             | 36#                                            |
| Anm.: Upphörde som tätort 1970. Upphörde som småort 2015. # Som småort. |                                                |                                                |                                                |                                                |

Vid folkräkningen den 31 december 1890 fanns det 205 personer som var skrivna i Teurajärvi.